# 藤本健作
藤本 健作（ふじもと けんさく、1940年7月11日 ‐ 2024年2月22日）は、広島県三原市出身のプロ野球選手。藤本健治は息子で同じく巨人の選手として9年間プレーした。

## 経歴

### プロ入り前
小学4年生の時に野球を始め、中学から投手になる。三原高校では1年生からエースになるが甲子園には出場できなかった。

### 巨人時代
1959年に読売ジャイアンツへ入団。翌1960年に中日ドラゴンズ戦で一軍初登板を果たすも、その後左足を複雑骨折した影響で登板できず1963年に引退した。

### 現役引退後
引退後は巨人の二軍マネージャーを経て寮長に就任する。一時読売ジャイアンツ球場の球場長を務め、1997年から寮長と球場長を兼任した。
2024年2月22日に心不全のため川崎市の病院で死去。

## 詳細情報

### 年度別投手成績
| 年 度     | 球 団     | 登 板 | 先 発 | 完 投 | 完 封 | 無 四 球 | 勝 利 | 敗 戦 | セ 丨 ブ | ホ 丨 ル ド | 勝 率 | 打 者 | 投 球 回 | 被 安 打 | 被 本 塁 打 | 与 四 球 | 敬 遠 | 与 死 球 | 奪 三 振 | 暴 投 | ボ 丨 ク | 失 点 | 自 責 点 | 防 御 率 | W H I P |
| --------- | --------- | ----- | ----- | ----- | ----- | -------- | ----- | ----- | -------- | ----------- | ----- | ----- | -------- | -------- | ----------- | -------- | ----- | -------- | -------- | ----- | -------- | ----- | -------- | -------- | ------- |
| 1960      | 巨人      | 1     | 0     | 0     | 0     | 0        | 0     | 0     | --       | --          | .000  | 8     | 2.0      | 2        | 0           | 1        | 0     | 0        | 2        | 0     | 0        | 1     | 1        | 4.50     | 1.50    |
| 通算：1年 | 通算：1年 | 1     | 0     | 0     | 0     | 0        | 0     | 0     | --       | --          | .000  | 8     | 2.0      | 2        | 0           | 1        | 0     | 0        | 2        | 0     | 0        | 1     | 1        | 4.50     | 1.50    |

### 記録
- 初登板：1960年7月24日、対中日ドラゴンズ18回戦（後楽園球場）、6回表から6番手で救援登板、2回1失点

### 背番号
- 22 （1959年 - 1960年）
- 41 （1961年 - 1962年）
- 64 （1963年）